# 黒﨑晏夫
黒﨑 晏夫（くろさき やすお、1936年（昭和11年）4月6日 - 2017年（平成29年）7月23日） は、日本の機械工学者。工学博士。東京工業大学名誉教授。元プラスチック成形加工学会会長。

## 人物・経歴
満洲国生まれ、岡山育ち。1960年東京工業大学理工学部機械工学課程卒業。東京工業大学サッカー部出身。1962年東京工業大学大学院理工学研究科機械工学専攻修士課程修了。1965年東京工業大学大学院理工学研究科機械工学専攻博士課程修了、工学博士、東京工業大学助手。1974年東京工業大学助教授。パデュー大学留学を経て、1982年東京工業大学教授。1988年日本機械学会熱工学部門長。
1997年定年退官、東京工業大学名誉教授、電気通信大学知能機械工学科教授。2000年プラスチック成形加工学会会長。2002年三井化学高分子研究所研究主幹、電気通信大学共同研究センター客員教授。ふく射伝熱の第一人者として知られ、International Symposium on Radiative Heat Transfer 第1回目日本代表や、日米熱工学会議日本側組織委員長なども務めた。指導学生に佐藤勲東京工業大学名誉教授など。